# Beach House
Beach House är en amerikansk drömpop-duo från Baltimore som består av franskfödda Victoria Legrand och Alex Scally.

## Historia
Bandet bildades 2004 av Alex Scally, på gitarr och keyboard, och Victoria Legrand, på elorgel och sång. Debutalbumet, Beach House, släpptes 3 oktober 2006 på Carpark Records. Albumet kom med på Pitchforks lista över 2006 års bästa album. 2008 släpptes uppföljaren Devotion. Albumet fick mycket goda recensioner. Duons tredje album, Teen Dream, släpptes 2010 på skivbolaget Sub Pop. Albumet läckte i sin helhet ut på internet 19 november 2009.
2009 sjöng Victoria Legrand på Grizzly Bears låt Two Weeks från albumet Veckatimest. Hon sjöng även på Grizzly Bears låt Slow Life, som var med i soundtracket till New Moon.
Gruppens fjärde album Bloom släpptes den 15 maj 2012 och gick in på en 7:e plats på Billboard 200-listan.
Det femte albumet Depression Cherry gavs ut den 28 augusti 2015. Knappt två månader senare, den 16 oktober 2015, släpptes deras sjätte album Thank Your Lucky Stars.
Den 30 juni 2017 gav bandet ut ett samlingsalbum under namnet B-Sides and Rarities som inkluderade b-sidor från hela karriären samt två nya låtar. Den 11 maj 2018 gavs deras sjunde album, betitlat 7, ut.

## Medlemmar

### Ordinarie medlemmar
- Victoria Legrand – sång, keyboard
- Alex Scally – gitarr, pedalklaviatur, keyboard, bakgrundssång

### Turnerande medlemmar
- Daniel Franz – trummor, slagverk

### Bildgalleri

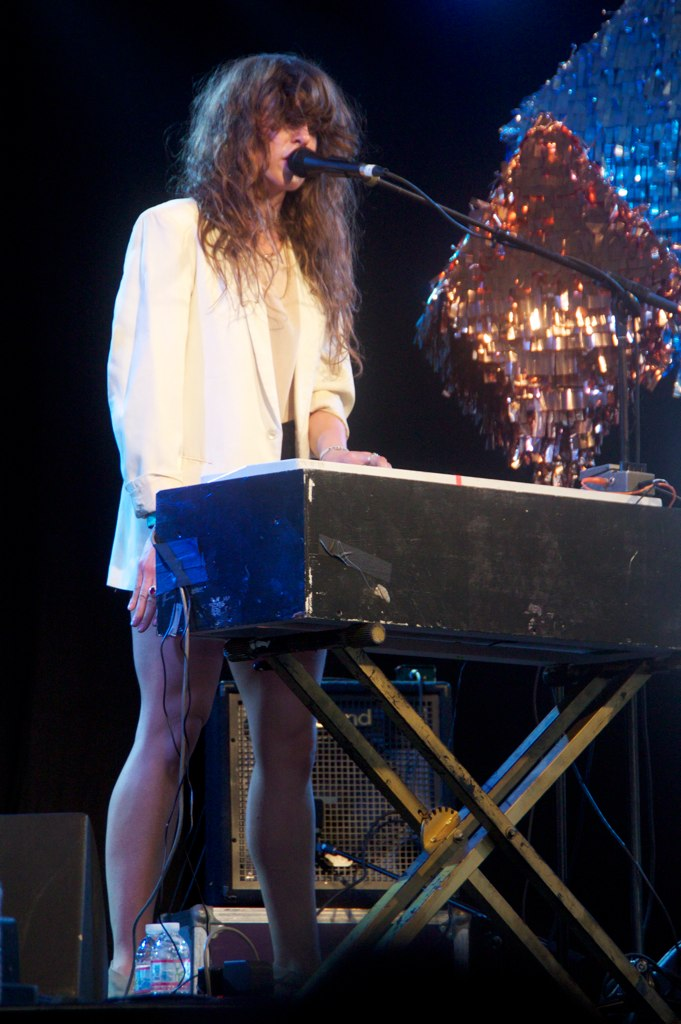
Victoria Legrand på Coachella 2010
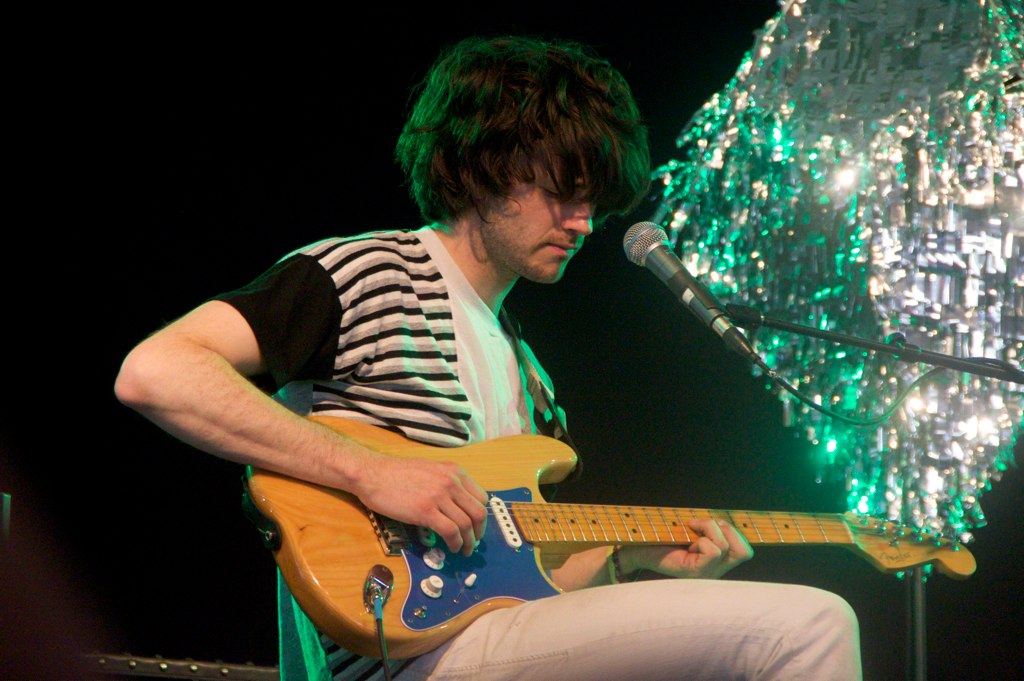
Alex Scally på Coachella 2010
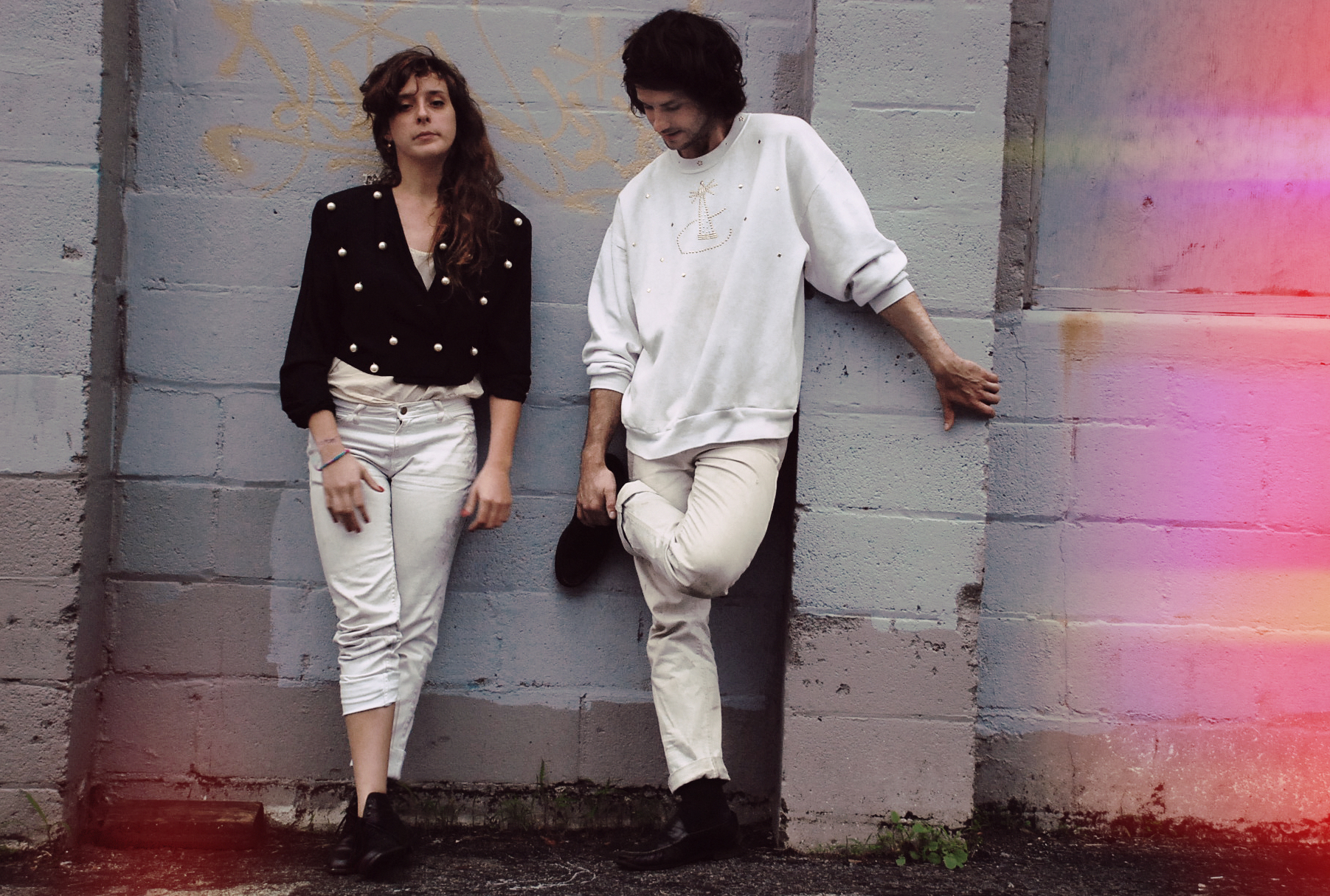
Beach House 2009

## Diskografi

### Studioalbum
- 2006 – Beach House
- 2008 – Devotion
- 2010 – Teen Dream
- 2012 – Bloom
- 2015 – Depression Cherry
- 2015 – Thank Your Lucky Stars
- 2018 – 7
- 2022 – Once Twice Melody

### Samlingsalbum
- 2017 – B-Sides and Rarities

### Singlar
- 2006 – Apple Orchard
- 2006 – Master of None
- 2008 – Heart of Chambers
- 2008 – Gila
- 2008 – You Came to Me
- 2008 – Used to Be
- 2010 – Norway
- 2010 – Zebra
- 2010 – I Do Not Care for the Winter Sun
- 2012 – Myth
- 2012 – Lazuli
- 2012 – Wild
- 2013 – Wishes
- 2015 – Sparks
- 2015 – Space Song
- 2015 – Majorette
- 2018 – Lemon Glow
- 2018 – Dive